# Atympanum antennatum
Atympanum antennatum är en insektsart som beskrevs av Yin, X.-c. 1984. Atympanum antennatum ingår i släktet Atympanum och familjen gräshoppor. Inga underarter finns listade i Catalogue of Life.